# Matriz escalonada
En álgebra lineal una matriz se dice que es escalonada, escalonada por filas o que está en forma escalonada si:
1. Todos los renglones cero están en la parte inferior de la matriz.
2. El elemento delantero de cada renglón diferente de cero está a la derecha del elemento delantero diferente de cero del renglón anterior.
3. El primer elemento diferente de 0 y 1 de cada fila está a la derecha del primer elemento diferente de 0.

Si en cada fila el pivote es el único elemento no nulo de su columna, se dice que es escalonada reducida por filas.
| Escalonada reducida                                                       | Escalonada                                                                 | No escalonada                                                                          |
| {\displaystyle {\begin{bmatrix}1&0&0&0\\0&1&0&0\\0&0&1&0\\\end{bmatrix}}} | {\displaystyle {\begin{bmatrix}1&5&1&1\\0&15&3&2\\0&0&1&3\\\end{bmatrix}}} | {\displaystyle {\begin{bmatrix}1&2&3&4\\0&3&7&2\\0&2&0&0\\\end{bmatrix}}}              |
|                                                                           |                                                                            | No es escalonada, ya que en la segunda fila su primer elemento diferente de 0 no es 1. |

## Existencia y unicidad
Se pueden encontrar infinitas transformaciones REF (Row Echelon Form) de una matriz no nula. Sin embargo, todas ellas se corresponden con una única transformación RREF(Reduced Row Echelon Form).

## Sistemas de ecuaciones lineales
Se dice que un sistema lineal de ecuaciones está en forma escalón si su matriz aumentada está en forma escalando. Análogamente, un sistema lineal de ecuaciones está en forma escalón reducida si su matriz aumentada está en forma escalón reducida.